# Siraitia
Siraitia — рід рослин родини гарбузових. Рід поширений у Нігерії, Танзанії й Південно-Східній Азії. До роду відносять такі види:
- Siraitia africana
- Siraitia grosvenorii
- Siraitia siamensis
- Siraitia sikkimensis

## Морфологічна характеристика
Це трав'янисті, багаторічні й бородавчасто-залозисті рослини. Бульби сфероїдні. Стебла кутасті. Листкова пластинка нелопатева, край розріджено-зубчастий, абаксіально ворсистий або щільно запушений. Вусики закручені над і під гілкою. Рослини дводомні. Чоловічі квітки: суцвіття волотисте; часток чашечки 5, тригранні, густо запушені; часток віночка 5, ланцетних або оберненояйцювато-ланцетних; тичинок 5, з'єднаних попарно 4, 1 вільна. Жіночі квітки поодинокі, парні або по 3–4 в китиці. Плід майже кулястий або циліндричний. Насіння яйцювате, крилате. 2n = 28.